# Citrus japonica
Citrus japonica, thường gọi là kim quất tròn, kim quất Marumi, hay kim quất Morgani, là một loài thực vật cho quả có múi thuộc chi Cam chanh. Loài được Carl Peter Thunberg mô tả lần đầu tiên vào năm 1780 với danh pháp Fortunella japonica.
C. japonica là loài bản địa ở miền nam Trung Quốc.